# Stenoprora eurycycla
Stenoprora eurycycla là một loài bướm đêm trong họ Erebidae.